# Michael Frisch

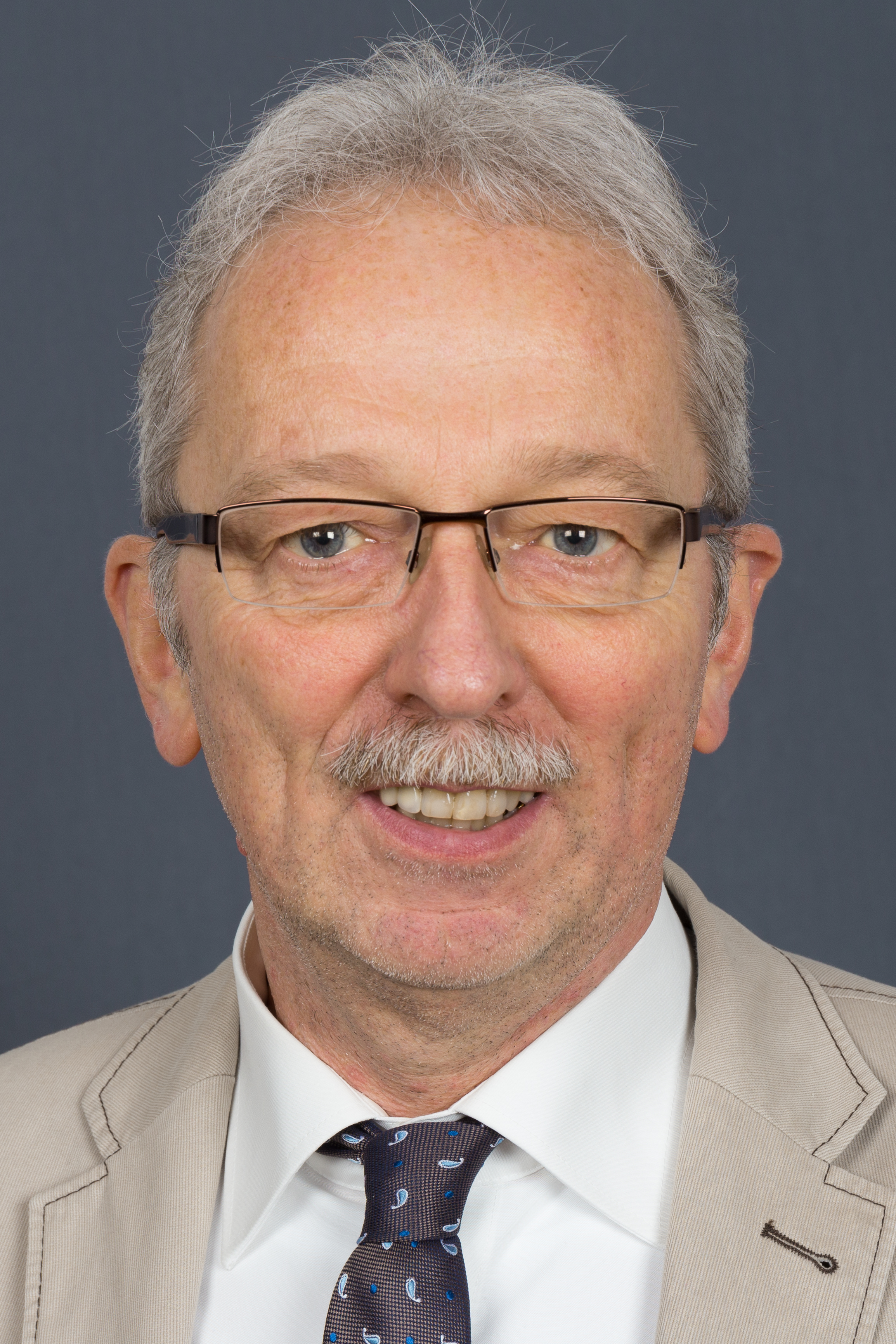
Michael Frisch (2016)

Michael Frisch (* 1957 in Trier) ist ein deutscher Politiker (bis 2024 AfD). Von November 2019 bis Mai 2022 war er Landesvorsitzender der AfD Rheinland-Pfalz. Von März 2021 bis November 2023 war Frisch Vorsitzender der AfD-Fraktion im Landtag von Rheinland-Pfalz.

## Leben
Frisch ist Lehrer für die Schulfächer Mathematik und katholische Religion an der berufsbildenden Schule für Ernährung, Hauswirtschaft und Soziales in Trier. Nachdem er vorher nie Mitglied einer Partei war, trat er 2013 in die AfD ein. Am 13. März 2016 zog er bei der Landtagswahl in Rheinland-Pfalz 2016 als Abgeordneter in den Landtag Rheinland-Pfalz ein.
Frisch ist AfD-Kreisvorsitzender in Trier. Am 25. Mai 2014 wurde er Fraktionsvorsitzender der AfD im Trierer Stadtrat. Im November 2019 wurde er zum Landesvorsitzenden der rheinland-pfälzischen AfD gewählt.
Der Katholik Frisch legte 2017 ein Kirchenpolitisches Manifest zum Verhältnis der AfD zu den Kirchen vor. Im Dezember 2019 forderte er, eine Abschlussprüfung für einen mittleren Schulabschluss an der Realschule plus in Rheinland-Pfalz einzuführen. Angesichts gesunkener Leistungen in der 9. Klasse solle der Abschluss so wieder aufgewertet werden.
Bei der Landtagswahl in Rheinland-Pfalz 2021 war Frisch Spitzenkandidat der AfD, welche 8,3 % der Stimmen erreichte. Am 19. März 2021 wurde er einstimmig zum Fraktionsvorsitzenden gewählt. Am 22. November 2023 wurde Jan Bollinger als Nachfolger gewählt, Frisch trat daraufhin aus der AfD-Fraktion aus, verblieb aber noch bis zu seinem Austritt im August 2024 in der Partei.